# Tweet
Tweet (właśc. Charlene L. Keys, ur. 21 stycznia 1972 w Rochester w stanie Nowy Jork) – amerykańska piosenkarka, kompozytorka, wykonująca muzykę R&B, soul, neo soul.
Profesjonalnie gra na gitarze, pianinie, basie i perkusji. Przyznaje, że największą inspiracją w jej życiu była rodzina, ale także idole z dzieciństwa jak np. Janet Jackson, Tina Turner, Aretha Franklin czy Whitney Houston. Współpracowała m.in. z Missy Elliott, Timbalandem oraz Magoo.

## Dyskografia

### Albumy
- 2002: Southern Hummingbird
- 2005: It’s Me Again
- 2011: (wkrótce): Love, Tweet

### Single
- 2002: „Oops (Oh My)” (featuring Missy Elliott)
- 2002: „Call Me”
- 2002: „Smoking Cigarettes”
- 2003: „Thugman” (featuring Missy Elliott)
- 2005: „Turn Da Lights Off” (featuring Missy Elliott)
- 2005: „When I Need A Man”
- 2005: „Cab Ride”
- 2008: „Anymore”
- 2008: „Real Lady”
- 2009: „Procrastination” (featuring Missy Elliott and Timbaland)
- 2010: „Love Again”